# タイムパラドックス (Vaundyの曲)
「タイムパラドックス」は、日本のシンガーソングライター・Vaundyの楽曲。自身1枚目のシングルとしてSDR / Sony Music Labelsより2024年2月28日にリリースされた。楽曲は同年1月7日に配信リリースされた。

## 背景・リリース
本曲は東宝配給映画『映画ドラえもん のび太の地球交響楽』の主題歌として書き下ろされた。
2023年12月3日に神奈川・横浜アリーナで行われたVaundyのライブ「Vaundy one man live ARENA tour “replica ZERO”」で本曲が2024年『映画ドラえもん』の主題歌に決定することが発表された。Vaundyがアニメ映画主題歌を担当するのは初となる。2000年以降に生まれた男性歌手がドラえもん映画の主題歌を担当するのも初である。Vaundyがドラえもんのために、歌詞の中に「ポケット」や「未来」という言葉を取り入れ、最小限の音数で硬度のある楽曲を作った。
12月28日に本曲が2024年1月7日に配信リリースされることが決定された。Vaundy自ら手がけたジャケットデザインも公開された。配信リリース前日の1月6日からテレビアニメ『ドラえもん』にエンディングテーマとして使用された。
2024年1月21日に本曲が2月28日にCDリリースされることが決定された。CDは通常盤と「ドラえもん盤」と名付けられた初回限定盤の2種展開。後者はVaundyがプロデュースを手がけた“ドラえもんスペシャルパッケージ”仕様となっている。

## 収録曲

### CD
| #         | タイトル                                      | 作詞      | 作曲            | 時間  |
| --------- | --------------------------------------------- | --------- | --------------- | ----- |
| 1.        | 「タイムパラドックス」                        | Vaundy    | Vaundy          | 03:48 |
| 2.        | 「ココロありがとう（ビリーバンバン カバー）」 | 松井五郎  | 菅原進 菅原知子 | 04:49 |
| 合計時間: | 合計時間:                                     | 合計時間: | 合計時間:       | 8:37  |

### 配信限定シングル
| #         | タイトル               | 作詞      | 作曲      | 時間  |
| --------- | ---------------------- | --------- | --------- | ----- |
| 1.        | 「タイムパラドックス」 | Vaundy    | Vaundy    | 03:48 |
| 合計時間: | 合計時間:              | 合計時間: | 合計時間: | 3:48  |